# Wish You Were Here (bài hát của Pink Floyd)
"Wish You Were Here" là ca khúc tiêu đề nằm trong album cùng tên của ban nhạc Pink Floyd được phát hành vào năm 1975. Phần ca từ được Roger Waters viết từ những cảm xúc khi bị người đời xa lánh. Cũng như trong rất nhiều album khác, ca khúc này cũng được lấy cảm hứng từ cựu thành viên của Pink Floyd – Syd Barrett – cũng như quá trình suy sụp của anh. David Gilmour cùng Waters là những người hoàn thiện ca khúc này.
Năm 2011, "Wish You Were Here" được tạp chí Rolling Stone xếp hạng 324 trong danh sách "500 bài hát vĩ đại nhất".

## Thành phần tham gia sản xuất
- David Gilmour – guitar acoustic 6 và 12-dây, pedal guitar, hiệu ứng âm thanh, hát chính, hát nền.
- Nick Mason – trống, hiệu ứng âm thanh.
- Roger Waters – bass, hiệu ứng âm thanh.
- Richard Wright – Steinway piano, minimoog.
- Stéphane Grappelli – violin[gc 1].